# サニーTSUBAKI
株式会社サニーTSUBAKI（サニーツバキ）は、愛媛県松山市に本社を置く企業で、フジの100%子会社。企業名と同名のスーパーマーケット「サニーTSUBAKI」を運営していたが、2022年2月にグループ会社への移管に伴って順次閉店となり、以降は不動産賃貸業を行っているが、2025年9月1日付で親会社のフジへの吸収合併に伴い解散する予定である。

## 概要
1954年3月に愛媛県野村町（後の西予市野村町）で創業。1972年に松山市に進出（サニーマート椿店、後の古川店）。その後も道後店、桑原店と出店し、3店体制で営業を行った。
法人名と屋号は当初サニーマートであったが、2014年を境に現在の法人名・屋号となった。
2018年6月28日に松山地方裁判所へ民事再生法の適用を申請し倒産。2018年2月期時点で負債総額10億円。同時にシジシージャパンも脱退した。
倒産後は、伊予銀行及び同業のフジの支援を受ける形で経営再建するとした。6月28日付けの愛媛新聞では、6月27日までに資金繰りが悪化していることを同社が公表し、道後店と桑原店を一時閉店して古川店に営業を集約しているとした。
2020年4月11日に松山地方裁判所から民事再生計画認可決定を受け、民事再生計画により同年4月17日にフジが全株式を取得し、サニーTSUBAKIはフジの完全子会社となった。フジの完全子会社後は3店舗のリニューアルを実施した他、フジの電子マネー付ポイントカードである「エフカ」の利用を開始、さらには親会社のフジとNTTドコモの間で加盟店契約が締結されたことにより、同年11月2日からはフジおよびグループ店舗と共にdポイントも取り扱うようになった。
2022年1月20日に、親会社のフジが「サニーTSUBAKI」のリニューアル計画を発表。全店舗を2月中に順次閉店し、道後店と桑原店は当社と同じグループ会社である株式会社フジマート四国へ移管し、一部改装の上で同社が運営する「スーパーABC」として同年3月に順次再開業。古川店は当社親会社のフジへ移管し、建て替えを経て同社が運営する「フジ」の新店舗として同年12月（予定）に再開業することとなった。そして同年2月27日の古川店の閉店をもって全店舗が閉店し、「サニーTSUBAKI」の屋号が消滅した。
閉店後、当社は事業内容を不動産賃貸業にシフトし事業を行ってきたが、2025年6月18日に親会社のフジが同年9月1日付で当社を吸収合併することを発表し、当社は解散することとなった。吸収合併に先立ってフジが当社に対して有する債権（貸付金）を放棄することで債務超過状態が解消される予定である。

## 沿革
- 1954年（昭和29年）3月 - 野村町（後の西予市）で創業。
- 1972年（昭和47年） - 松山市にサニーマートの屋号で進出（椿店、後に古川店）
- 2005年（平成17年）5月 - 道後店が開店
- 2008年（平成20年）4月 - 桑原店が開店
- 2014年（平成26年）7月20日 - 椿店の屋号をサニーマートからサニーTSUBAKIへ変更
- 2018年（平成30年）6月28日 - 松山地方裁判所へ民事再生法の適用を申請して倒産。伊予銀行、フジの支援を受けての経営再建を発表。
- 2020年（令和2年）
  - 4月11日 - 松山地方裁判所から民事再生計画認可決定を受ける。
  - 4月17日 - フジの100%子会社となる。
- 2022年（令和4年）
  - 2月13日 - 道後店と桑原店が閉店（改装後3月にスーパーABCの店舗に変更。）[10]。
  - 2月27日 - 古川店が閉店（建て替え後12月にフジの店舗に変更。）[10]。これに伴って当社の事業が不動産賃貸業へ転換する。
- 2025年（令和7年）9月1日（予定） - フジへ吸収合併され解散[2]。

## 店舗
- 古川店（古川西） - 本店。開店当初は「サニーマート椿店」とした。2022年2月27日に閉店。建て替えの上、同年11月24日に「フジ古川椿店」として再開業（「フジ」の店舗網に古川店が既に存在しているため、開業当初の店舗名である"椿"を付加する形で店舗名も変更）[11]。
- 道後店（道後樋又） - 「エフコ道後店」跡に居抜き。2022年2月13日に閉店。改装を経て、同年3月4日に「スーパーABC道後樋又店」として再開業[10]。
- 桑原店（桑原） - 2022年2月13日に閉店。改装を経て、同年3月5日に「スーパーABC桑原店」として再開業[10]。